# Hasidism în perimetrul românesc

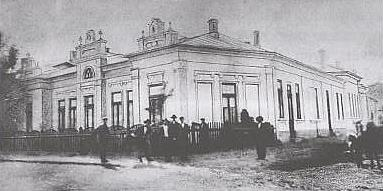
Casa rabinului din Vaslui

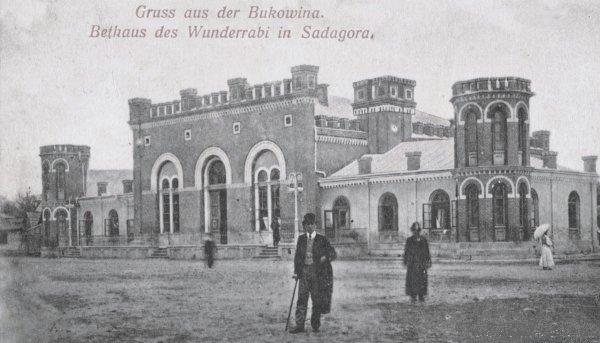
Sinagoga curţii hasidice din Sadagura

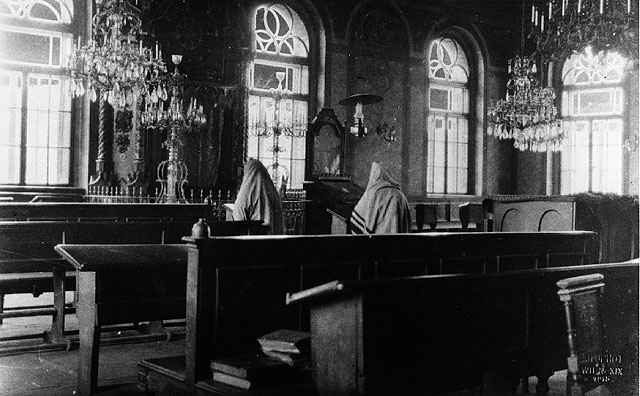
Interiorul sinagogii din Sadagura

Hasidismul evreiesc a pătruns în perimetrul românesc în primele etape ale răspândirii lui, o mare parte din populația evreiască din acest perimetru devenind adepții lui. Potrivit tradiției hasidice, fondatorul hasidismului, Israel ben Eliezer, s-a născut și a crescut în perimetrul românesc, în nordul Bucovinei. 
În Moldova, Basarabia, Bucovina și Transilvania au fost fondate în secolul al XIX-lea curți hasidice conduse de țadikimi (titlu religios de mare onoare) din familiile Friedman, Landman, Derbaremdiger, Halperin și Frenkel. Curți hasidice ale familiei Friedman au fost la Ștefănești, Buhuși, Pașcani și Adjud, iar în perioada interbelică s-au întemeiat și la Galați, Ploiești și București. În Bucovina, curentul hasidic era condus și de membrii familiei Hager. În Basarabia erau prezente familiile Friedman și Twerski și mișcarea Habad. În Maramureș a fost influentă familia Teitelbaum, fondatoarea școlii rabinice Satmar.

## Situația contemporană
Din cauza Holocaustului și a regimului comunist, comunitatea hasidică aproape că a dispărut. Cu toate acestea, în ultimii ani, aceasta a cunoscut o renaștere. În prezent, în România activează grupul hasidic ultraortodox Habad, deținând o școală în capitală, un restaurant kosher (tot în capitală), un sediu în Voluntari, un sediu la Cluj, o organizație de tineret în capitală și Sinagoga Eșua Tova din București. În plus, Aaron Teitelbaum, liderul comunității hasidice ultraortodoxe Satmar a anunțat că vrea ca în viitorul apropiat să formeze o comunitate ultraortodoxă în România. În anul 2021, în Sighetu Marmației a fost inaugurată o sinagogă, reconstruită, există planuri și pentru un complex educațional, un hotel și un restaurant kosher în  complexul care cuprinde sinagoga.